# Cyrtodactylus rukhadeva
Cyrtodactylus rukhadeva — вид ящірок з родини геконових (Gekkonidae). Описаний у 2021 році.

## Назва
Вид названо на честь рухадев — лісових духів з тайської міфології. Згідно з фольклором, ці духи живуть на гілках дерев і на великих старих деревах, одягнені в традиційне тайське вбрання, зазвичай червонуватого або коричневого кольору, і, як вважається, захищають ліс.

## Поширення
Ендемік Таїланду. Поширений у горах Кхао Лем в окрузі Суан Фуенг у провінції Ратчабурі на заході країни.